# 雛形本
雛形本（ひながたぼん）とは主に江戸時代から明治時代にかけて描かれた絵本の一種である。

## 概要
主として小袖などといった流行の衣装模様の縮小した図を集めて出版した絵本を指す。「小袖雛形本」ともいわれた。万治から文政期の頃までの作品が知られている。着物以外にも工芸用などの意匠、デザインを示したものにも雛形本という名称が使用された。